# بيتزا صقلية
البيتزا الصقلية المعروفة أيضاً باسم سْفِينتْشُونِي (بالإيطالية: Sfincione)‏ هي طائفة متنوعة من أصناف البيتزا التي نشأت في باليرمو في صقلية. خلافاً لبيتزا نابولي الأكثر شهرة، تكون عادة مربعة مع مزيد من الصلصة والعجين والجبن. تضم الوصفات الأكثر أصالة غالباً كاتشوكافالو وفتات الخبز والبصل والطماطم وقطع الأنشوفة.

## معرض صور

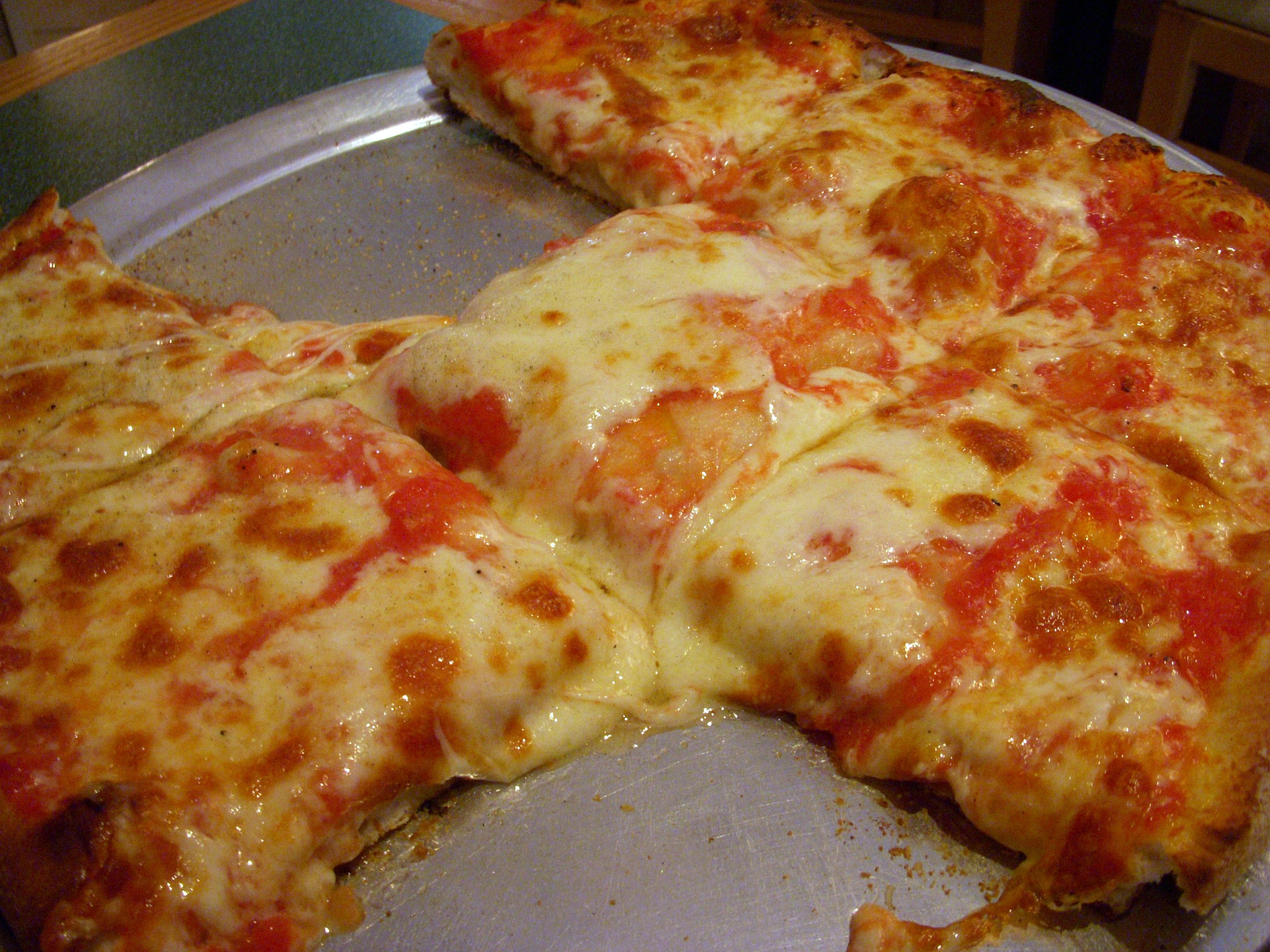
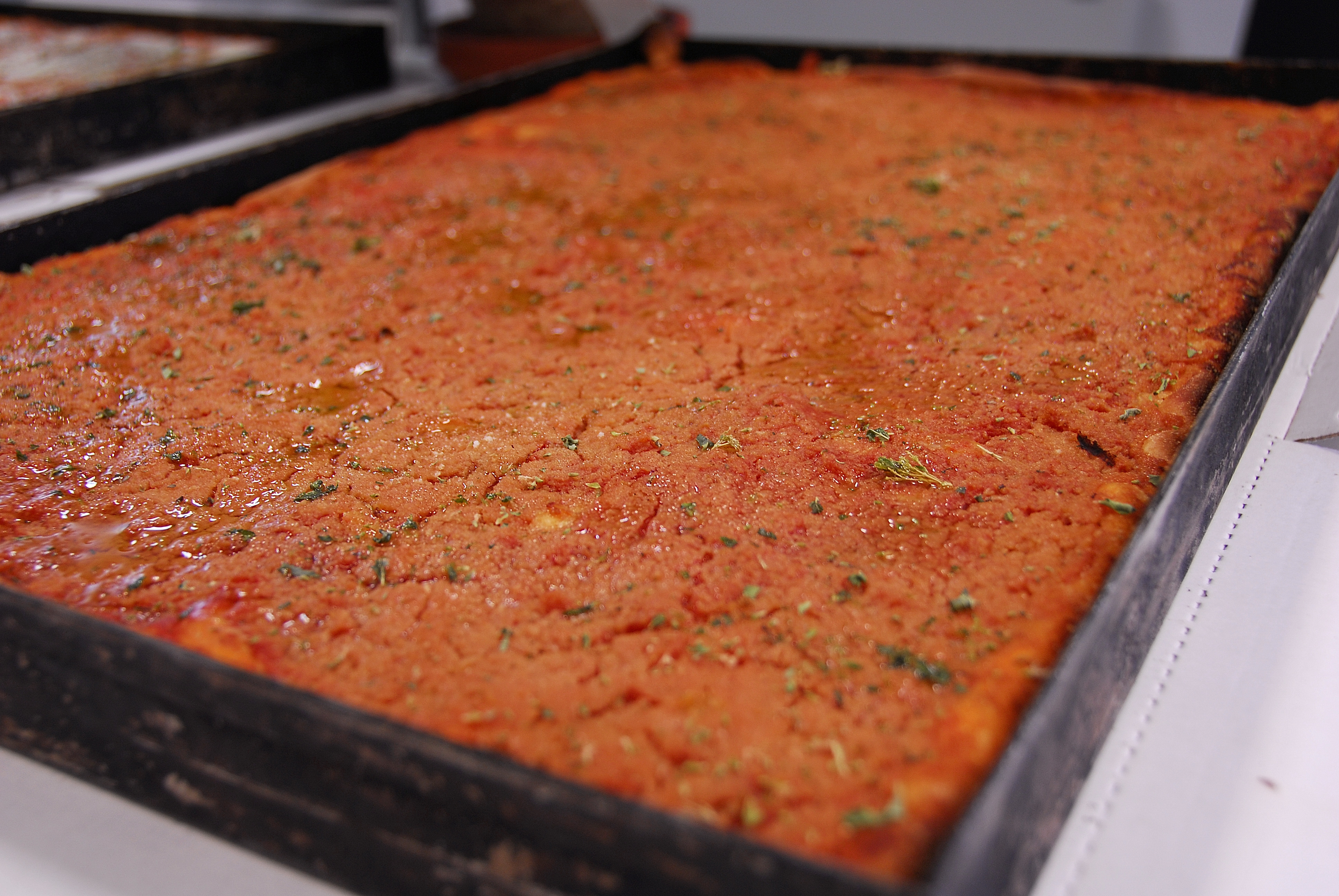
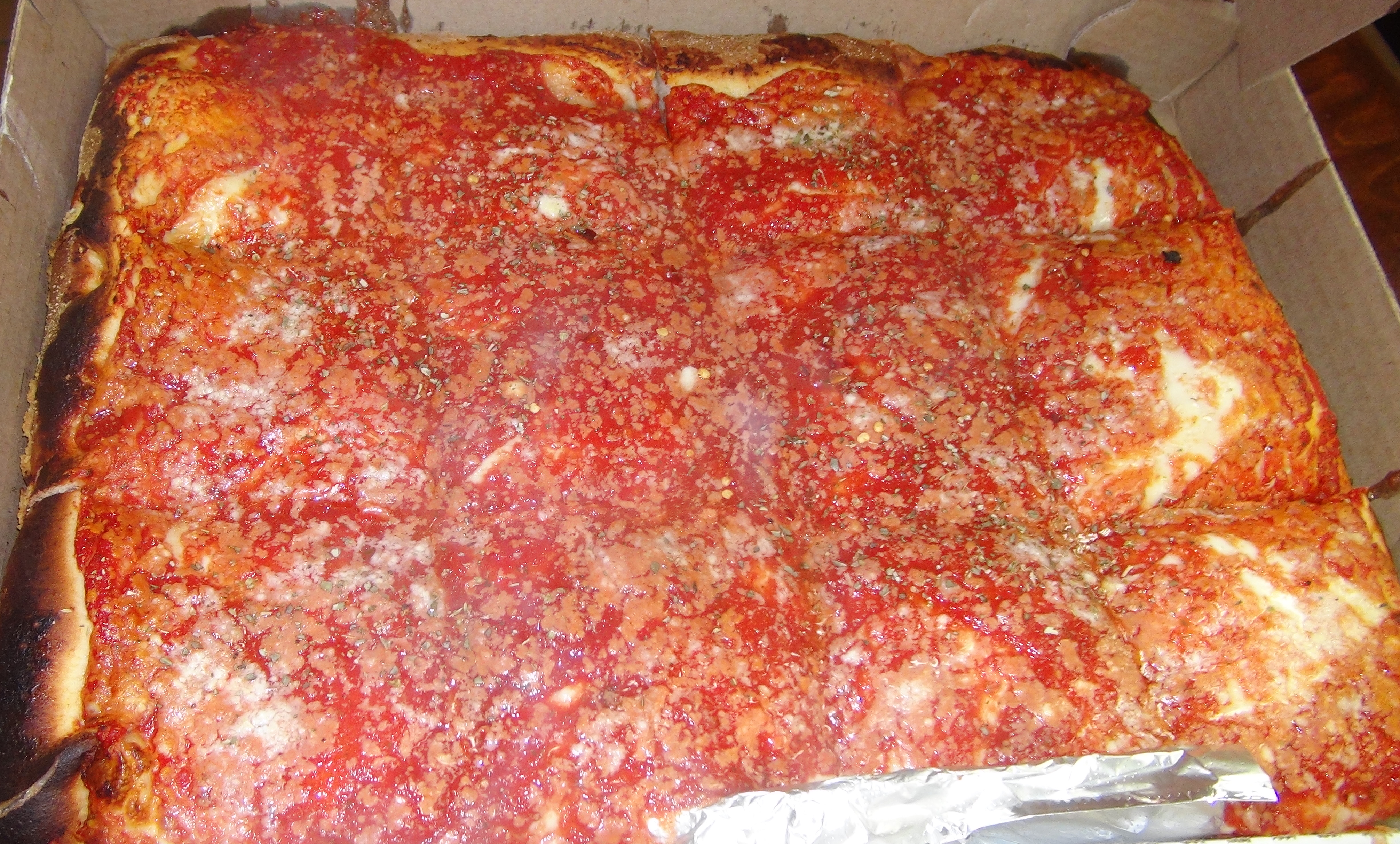
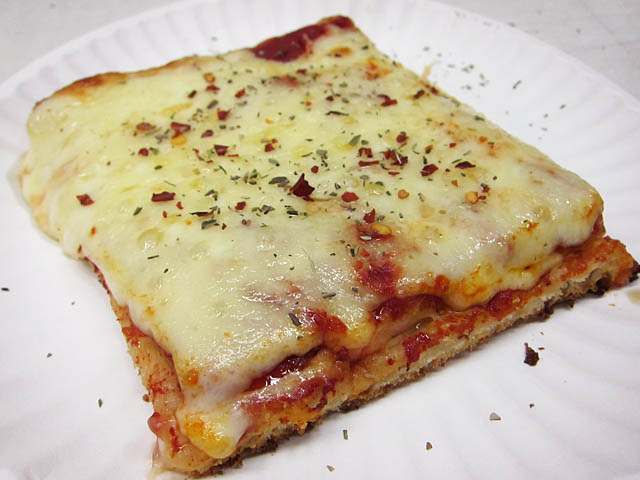
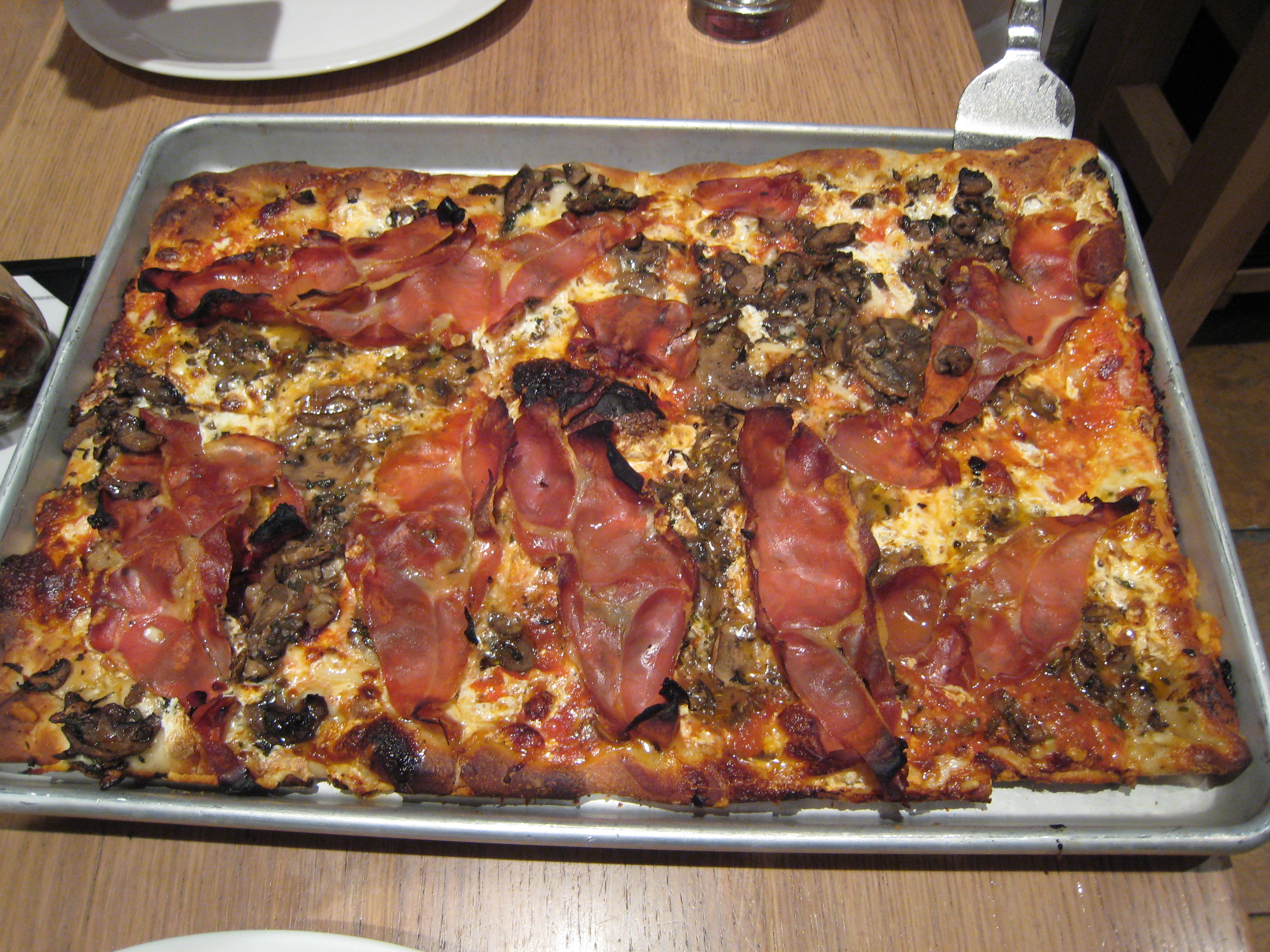
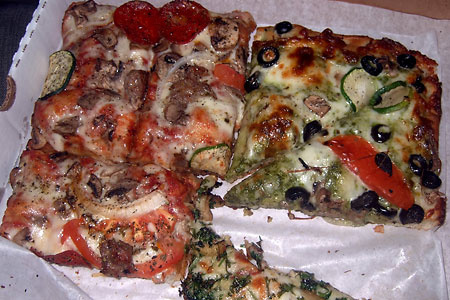